# Douce River (vattendrag i Grenada)
Douce River är ett vattendrag i Grenada.   Det ligger i parishen Saint John, i den västra delen av landet, 5 km norr om huvudstaden Saint George's. Douce River ligger på ön Grenada.